# Église de la Sainte-Trinité de Ripanj
Pour les articles homonymes, voir Église de la Sainte-Trinité.
L'église de la Sainte-Trinité de Ripanj (en serbe cyrillique : Црква Свете Тројице у Рипњу ; en serbe latin : Crkva Svete Trojice u Ripnju) est une église orthodoxe située à Ripanj, en Serbie, sur le territoire de la ville de Belgrade et dans la municipalité de Voždovac. Elle a été construite entre 1892 et 1894.

## Histoire
La première église de la Sainte-Trinité remonte à 1820 ; fondée par le prince Miloš Obrenović, elle était construite en bois ; les archives de l'église conservent une photographie ancienne la représentant. Elle reposait sur un socle de pierre d'une hauteur d'environ 1 m ; la pierre était également employée pour le portail et pour une partie du mur méridional autour du portail. De forme allongée, elle était dotée d'une abside polygonale et d'un toit couvert de bardeaux. L'iconostase de l'église ancienne a été sauvegardée et transférée dans la nouvelle église. De plan carré, la nouvelle église de la Sainte-Trinité a été construite entre 1892 et 1894, à l'emplacement de la première église.

## Architecture
L'église de la Sainte-Trinité a été conçue comme un édifice à nef unique avec une voûte en berceau, doté d'une petite abside demi-circulaire ; le chœur, de forme rectangulaire, abrite une niche creusée dans la paroi. La nef est divisée en trois travées par des piliers et des arcatures et, à l'ouest, se trouve un narthex surmonté d'un clocher octogonal.
L'église est construite en briques et en plâtre, à l'intérieur  comme à l'extérieur. Les façades sont réalisées dans l'esprit de l'architecture médiévale serbe, avec un mélange des écoles de la Raška et de la Morava, mais aussi avec une influence de l'architecture néoromantique ; leur division horizontale est effectuée par des corniches tandis que, sur le plan vertical, le rythme est obtenu par un ensemble de pilastres. Entre les pilastres se trouvent des arcatures aveugles peu profondes abritant des ouvertures longues et étroites.

## Décoration intérieure
Les icônes de l'ancienne iconostase ont été peintes en 1824 et placées sur des planches en bois, ainsi que d'autres icônes peintes en 1830 et 1831. Les portes royales (en serbe : Carske dveri) sont constituées de motifs floraux dorés, dans le style baroque, encadrant 11 médaillons. Les portes latérales ont été peintes par Anastas Konstantinović en 1830. Les icônes de la partie supérieure, de la même époque, représentent les fêtes liturgiques et les apôtres et sont l'œuvre d'un artiste local inconnu. La partie centrale de l'iconostase représente la Descente du Saint Esprit et a été créée plus tard, probablement au milieu du XIXe siècle.